# AKIRA Jr
AKIRA Jr（アキラ ジュニアー、1990年10月24日 - ）は、父・日本人・母・フィリピン人。K-1ファイター・キックボクサー・実業家。
TEAMAj所属　IKC重量級チャンピオン、RKSクルーザー級チャンピオン、K-1クルーザー級ファイター、蹴拳スーパーミドル級チャンピオン、株式会社会社Aj代表取締役社長。

## 人物・来歴
関西を中心に格闘家として活躍。空手、キックボクシングの大会RKS（リアル・カクトウ・スピリッツ）クルーザー級・蹴拳スーパーミドル級のタイトルを持つ。
幼稚園の頃に来日し、地下格闘技に出場し敗北をキッカケにキックボクシングジムに入門。
2012年某地下格闘技の大会トーナメント準優勝、優勝
2014年10月5日　【競蹴拳】蹴拳ムエタイスーパーミドル級タイトルマッチ　３分５Rにて　プーパンレック・エスジムから判定勝利を収め　蹴拳ムエタイミドル級王座獲得
2019年5月12日【RKSゴールドラッシュ】RKSクルーザー級タイトルマッチ　３分３Rにて　瀧川リョウから１ラウンド2分でKO勝利を収め、RKSクルーザー級王座獲得
2021年3月28日【競拳】IKC重量級最強決定戦　３分３Rにて　元アクセルヘビー級王者　楠ジャイロから１ラウンドKO勝利を収める
2022年8月11日に『PRESENTS K-1 WORLD GP 2022 JAPAN～K-1フェザー級世界最強決定トーナメント～』へ参戦。2R20秒にてANIMAL☆KOJIKO勝ちを収める。
12月3日に開催された「K-1 WORLD GP2022 JAPAN～初代バンタム級王座決定トーナメント」にて、加藤久輝に2ラウンドTKO勝利を収める。

## 戦績
| キックボクシング 戦績 | キックボクシング 戦績 | キックボクシング 戦績 | キックボクシング 戦績 | キックボクシング 戦績 | キックボクシング 戦績 | キックボクシング 戦績 |
| --------------------- | --------------------- | --------------------- | --------------------- | --------------------- | --------------------- | --------------------- |
| 24 試合               | (T)KO                 | 判定                  | その他                | 引き分け              | 無効試合              |                       |
| 15 勝                 | 6                     | 1                     | 0                     | 0                     | 0                     |                       |
| 8 敗                  | 0                     | 0                     | 0                     | 0                     | 0                     |                       |

| 勝敗 | 対戦相手    | 試合結果     | 大会名                                                                                            | 開催年月日    |
| ○    | ANIMAL☆KOJI | 2R2分20秒 KO | ECO信頼サービス株式会社 PRESENTS K-1 WORLD GP 2022 JAPAN～K-1フェザー級世界最強決定トーナメント～ | 2022年8月11日 |
| ○    | 加藤久輝    | 2R TKO       | K-1 WORLD GP2022 JAPAN～初代バンタム級王座決定トーナメント                                        | 2022年12月3日 |